# برونسون (کانزاس)
برونسون (به انگلیسی: Bronson) شهری در ایالت کانزاس کشور ایالات متحده آمریکا است که جمعیت آن در سرشماری سال ۲۰۱۰ میلادی، ۳۲۳ نفر بوده‌است.